# Неммуши, Мехди
Мехди Неммуши (араб. مهدي النموشي‎) — французский террорист Исламского государства, исполнитель теракта в Еврейском музее Бельгии.

## Биография
Родился 17 апреля 1985 года в Рубе в алжирской семье, жил в Туркуэне, Бургундия. Готовился сдавать на бакалавриат в области электротехники в июне 2006 года, но не смог из-за проблем со здоровьем. В сентябре 2006 года поступил на юридический факультет. Имел криминальную историю до теракта. К 1999 году имел послужной список в несколько квартирных краж, случаев воровства и сокрытия ворованного. В 2002 году напал на школьного учителя „с использованием или угрозой использования оружия“. В январе 2004 года суд для юных преступников в Лилле приговорил его к 3 месяцам (урезаны 2 с половиной из которых) за грабёж (срок провёл в тюрьме в Лосе. В 2006 году был судим за вождение без водительских прав. В 2007 году дважды за отказ подчиниться сотрудникам полиции. В декабре 2007 года уголовный суд Граса (Приморские Альпы) приговорил его к 4 годам заключения (урезан 1 из которых) за кражу при отягчающих обстоятельствах в Сен-Лоран-дю-Варе, в 2008 году за автоугон. В мае 2009 года получил срок за совершённое в августе 2006 года ограбление супермаркета.